# サンティアゴの戦闘 (1962年FIFAワールドカップ)
サンティアゴの戦闘（サンティアゴのせんとう、イタリア語: Battaglia di Santiago、スペイン語: Batalla de Santiago）は、1962年のFIFAワールドカップ・チリ大会において、6月2日に行われたチリ対イタリアの試合の通称。2人の退場選手の発生、多数の殴打を伴う乱闘、警察による介入の必要性が4度発生したという、非常に荒れた試合内容であったことから、この名前がつけられた。なお、サンティアゴは試合が行われたチリの首都のこと。この試合の主審を務めたのは、後にイエローカードとレッドカードのルールを発案したケネス・アストンであった。

## 背景
1962年に開催されたFIFAワールドカップ・チリ大会において開催国チリは、グループ2に配され、初戦スイスに勝利し、決勝トーナメント出場を賭けて、イタリアを相手に2戦目を迎える状況にあった。こうして両国に緊張が高まっていた中、2人のイタリア人記者、アントニオ・ギレッリとコラード・ピッツィネッリによる、チリの首都サンディアゴを状況を侮蔑・揶揄する記事が、さらなる緊張を高めることに繋がった。
その記事ではサンディアゴについて「電話は通じず、タクシーは誠実な夫くらい珍しく、ヨーロッパへの電報は法外な値段がかかり、手紙は届くのに5日かかる」僻地であり、住民は「栄養失調、文盲、アルコール中毒、貧しい」特徴があると書かれていた。さらに「チリは小さく、尊大で、貧しい国だ。彼らは、ムッソリーニがロンドン爆撃のために空軍を派遣することに同意したように（それは来ることはなかった）、このワールドカップ開催に同意したのだ。首都には700のホテル・ベッドがある。それらは大っぴらに売春に用いられている。この国と国民は尊大で惨めで後進的だ」とあった。
これにチリの新聞は反撃し、イタリア人は一般にファシスト、マフィア、色情狂であると揶揄し、また当時インテルの選手がドーピング・スキャンダルに見舞われたことをもって麻薬中毒者とも表現した。関係する記者は国外脱出を余儀なくされ、サンティアゴのバーではイタリア人と間違えられたアルゼンチン人記者が暴行を受け入院する事件が起こった。
また、チリは1960年に人類史上最大と言われる大地震に見舞われ、大会の組織と準備に多大な支障をきたしていた。このため、イタリアの新聞、La Nazione紙とCorriere della Sera紙は、チリでワールドカップを開催することは「純粋な狂気」と表現し、このこともチリの地元紙に引用され、現地の人々を煽ることに利用された。イギリスのデイリー・エクスプレス紙は「本大会は激しい暴力を伴い血の海となる様相を見せ始めている。レポートはまるで（戦場での）戦況報告書のようだ」と報じていた。

## 試合内容

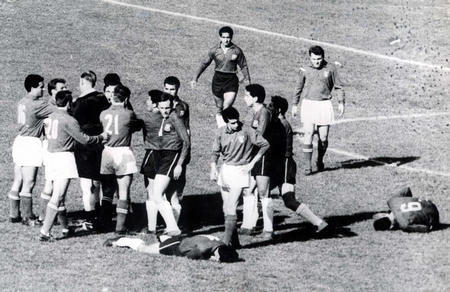
イタリアチームの選手と主審のアストンの間で、数え切れないほどのいざこざが起きた。

ゲーム開始から12秒経たない内に最初のファウルが発生した。
イタリアのジョルジョ・フェッリーニは、前半8分にホノリノ・ランダへのファウルで退場を命じられたが、ピッチを離れることを拒否し、警察によって引きずり出されることとなった。
審判を務めたイギリス人のケネス・アストンは、チリの左アウトサイドのレオネル・サンチェスがイタリアの右バックのマリオ・ダビデを左フックで殴りつけた時には何もしなかった。しかし、数分後の前半41分にダビデがサンチェスの頭を蹴ろうとした時には、これを退場させた。
その後も暴力が続く中で、サンチェスは左フックでウンベルト・マスキオの鼻を折ったが、やはりアストンは彼を退場処分とすることはなかった。
両チームは乱闘や唾を吐いて威嚇しあい、警察がさらに3回介入することになった。
試合は後半28分にハイメ・ラミレスのヘディング・ゴール、後半42分にホルヘ・トロの低いロングレンジ・シュートでチリが2-0で勝利した。
クリス・フレディ（Cris Freddi）は自著『The Complete Book of the World Cup（ワールドカップ全集）』（Harper Sport発行）の中で、この試合を「ワールドカップ3大乱闘の最後を飾るホラーショーであった」と評している。また、フレディはチリのスイスとの開幕戦にも触れており、「チリは、（先制点を許すも）この大会の特徴であった厳しいタックルで対応した。アストンはエシュマン、ロハスの順に警告を出したが、その数分後に両者が殴り合いを始めたとき、どちらも退場処分にすべきだった」と述べていた。

## その後
当時、映像はフィルムを空輸する必要があったために、この試合のハイライトがイギリスで放映されたのは数日後のことであった。BBCのスポーツ解説者デイヴィッド・コールマンは、この試合を「サッカー史上において、最も愚かであり、凄惨で、おぞましく、恥ずべき試合であった」と紹介した。またコールマンは、これが両国の初試合であったことを踏まえて「これが最後になることを願う」とも述べている。